# Trentepohlia sordidipennis
Trentepohlia sordidipennis är en tvåvingeart som beskrevs av Alexander 1943. Trentepohlia sordidipennis ingår i släktet Trentepohlia och familjen småharkrankar. Inga underarter finns listade i Catalogue of Life.